# Checkers (jeu vidéo)
Pour les articles homonymes, voir Checkers.
Checkers (Dames pour la version canadienne francophone, Draughts au Royaume-Uni) est un jeu vidéo de dames développé par APh Technological Consulting, édité par Mattel Electronics, sorti en 1980 sur la console Intellivision. Il a également été édité par Sears, avec son propre packaging, et vendu dans les magasins de l'enseigne,.

## Système de jeu
La cartouche propose un jeu de dames, selon les règles classiques, à deux joueurs, ou en solo contre l'ordinateur. Dans le cas du jeu solo, il est possible de choisir entre deux niveaux de difficulté : difficile (« Hi skill ») ou facile (« Low skill »), puis de sélectionner qui du joueur ou de l'ordinateur joue en premier. Le manuel d'utilisation annonce ainsi 5 variantes de jeu.
A chaque tour de joueur, l'ordinateur demande de choisir quel pion déplacer (« Select man to move »). Le joueur doit alors utiliser le disque directionnel de la manette pour déplacer le curseur, puis appuyer sur le bouton « Enter ». L'ordinateur demande maintenant de choisir où déplacer le pion. Le joueur utilise à nouveau le disque directionnel, et valide la destination par « Enter ». En cas de changement d'avis, il est possible d'utiliser la touche « Clear » : le pion et le curseur retourneront à leur position d'origine.
La « prise » s'effectue comme un tour normal, mais en ne pressant le disque directionnel qu'une seule fois pour chaque déplacement.
Si le joueur enfreint les règles du jeu (déplacement de plus d'une case, refus de prise, etc.) l'ordinateur ne permet pas de valider le tour, et une sonnerie se fait entendre.
Lorsqu'un pion atteint la dernière rangée, il est « promu », ce qui le transforme en dame. Le tour est alors terminé, même si cette nouvelle dame est en position de prendre un pion adverse. 
En mode solo, il est possible de demander un conseil de déplacement à l'ordinateur en utilisant la touche « Computer suggests move ». Le curseur se déplacera alors vers le pion que l'ordinateur suggère de déplacer, et une flèche blanche indiquera la direction suggérée. Le joueur n'est pas obligé de suivre le conseil de l'ordinateur.
À la fin de la partie, l'ordinateur joue un air de victoire pour le gagnant, et affiche « You lose » dans la couleur du perdant.

## Développement
Le jeu est programmé par David Rolfe.
Les illustrations du packaging sont de Jerrol Richardson.

## Accueil
Pour TV Gamer, le jeu est légèrement meilleur que le Video Checkers de l'Atari VCS, mais il ne vaut pas le prix de la console et de la cartouche pour juste jouer aux dames.

## Héritage
Le code source du jeu est plus tard utilisé par INTV pour créer la compilation Triple Challenge.
Checkers est présent, émulé, dans la compilation Intellivision Lives! (en) sortie sur diverses plateformes, ainsi que dans A Collection of Classic Games from the Intellivision.
Checkers fait partie des jeux intégrés dans la console Intellivision Flashback, sortie en 2014.